# Nozu Michitsura
Nozu Michitsura est un nom japonais traditionnel ; le nom de famille (ou le nom d'école), Nozu, précède donc le prénom (ou le nom d'artiste).
Le marquis Nozu Michitsura (野津 道貫) (17 décembre 1840 - 18 octobre 1908) est un maréchal japonais qui fut une figure importante des débuts de l'armée impériale japonaise. Sa femme est la sœur du général Takashima Tomonosuke.

## Biographie
Né à Kagoshima, Nozu est le second fils d'un samouraï du domaine de Satsuma. Il étudie le kenjutsu (art de l'épée) auprès de Yakumaru Kaneyoshi, célèbre instructeur de Satsuma, et est nommé commandant de compagnie durant la guerre de Boshin de la restauration de Meiji. Nozu participe à toutes les batailles importantes de la guerre, depuis la bataille de Toba-Fushimi jusqu'à la bataille d'Aizu et la bataille de Hakodate.
Après la guerre, Nozu se rend à Tokyo et, en mars 1871, est nommé major dans la 2e brigade de la nouvelle armée impériale japonaise. Il est promu lieutenant-colonel en août 1872, et colonel en janvier 1874 au moment de sa nomination comme chef d'État-major de la garde impériale. De juillet à octobre 1876, Nozu voyage aux États-Unis où il visite l'exposition universelle de 1876 de Philadelphie. De retour au japon, il a la charge douloureuse de combattre ses anciens camarades lors de la rébellion de Satsuma. En février 1877, il est nommé chef d'État-major de la 2e brigade, et est stationné dans la province de Bungo à Kyūshū, le centre de la rébellion, de mai à août 1877.
En novembre 1878, Nozu est promu général de brigade et devient commandant du district militaire de Tokyo. En février 1884, il accompagne le ministre de la Guerre Ōyama Iwao dans un voyage d'un an en Europe pour étudier les systèmes militaires de différentes puissances européennes. En juillet 1884, il reçoit le titre de baron (danshaku) selon le système de noblesse kazoku par l'empereur  Meiji. De février à avril 1885, il est envoyé à Pékin dans la Chine des Qing comme attaché militaire. De retour au Japon en mai 1885, il est promu général de division et fait commandant du district militaire de Hiroshima.
En mai 1888, avec la réorganisation de l'armée impériale japonaise en divisions orchestrée par le conseiller étranger allemand Jacob Meckel, Nozu est fait commandant de la nouvelle 5e division qui participe à la première guerre sino-japonaise sous son commandement durant la bataille de Pyongyang. En mars 1895, Nozu est promu général de corps d'armée et remplace le général Yamagata Aritomo comme commandant-en-chef de la 1re armée japonaise en Mandchourie. En août 1895, il reçoit le titre de comte (hakushaku).
À la fin de la guerre, Nozu occupe successivement divers postes militaires comme commandant de la garde impériale, inspecteur général de l'entraînement militaire, et sert comme conseiller militaire.
Lorsque débute la guerre russo-japonaise, Nozu est assigné au commandement de la 4e armée qui joue un rôle crucial lors de la bataille de Mukden. Son titre est élevé en vicomte (shishaku). Après la guerre, il est promu maréchal en janvier 1906.
Sur nomination impériale, Nozu devient membre de la chambre des pairs à la Diète du Japon de novembre 1907 à son décès en octobre 1908. Son titre est élevé en marquis (koshaku) en 1907.
Nozu a été décoré de l'ordre du Milan doré (1re classe) et du Grand cordon du suprême ordre du Chrysanthème.
Sa tombe se trouve au cimetière d'Aoyama à Tokyo.